# Родерик Олівер Редмен
Родерик Олівер Редмен (англ. Roderick Oliver Redman; 17 липня 1905 — 6 березня 1975) — англійський астроном.

## Біографія
Народився у Глостерширі, освіту здобув в Кембриджському університеті, де навчався у Артура Стенлі Еддінгтона і Ф.Дж. Стреттона. У 1928—1931 працював у астрофізичній обсерваторії у Вікторії (Канада). У 1931—1937 — заступник директора Обсерваторії сонячної фізики в Кембриджі, в 1937—1947 — співробітник Редкліффскої обсерваторії в Преторії (Південна Африка). У 1947—1972 — професор астрофізики і директор обсерваторій Кембриджського університету (завершив об'єднання університетської обсерваторії і Обсерваторії сонячної фізики, оснастив їх новими інструментами).
Основні праці в області спостережної астрофізики. Займався вивченням обертання Галактики за променевими швидкостями зірок, фотометрії галактик, особливо еліптичних. Досліджував зміни профілів фраунгоферових ліній по диску зірки шляхом спектральних спостережень затемнених систем в різних фазах затемнень. Вивчав хромосферу Сонця, брав участь в експедиціях для спостереження повних сонячних затемнень до Канади (1932), Японії (1936), Південної Африки (1940), у Хартум (1952), Швецію (1954). Великий цикл робіт присвячений фотометрії зірок. Розробив метод вузькосмугової багатоканальної фотометрії. Приділяв багато уваги поліпшенню методики спектральних та фотометричних спостережень, підвищення їхньої точності. Сконструював ряд астрономічних спектрографів. Брав участь у створенні 3,8-метрового англо-австралійського телескопа, у розробці проекту великої британської обсерваторії в Північній півкулі.
Член Лондонського королівського товариства (1946).
На його честь названий астероїд 7886 Редмен.